# Капливець
Капли́вець — каскадний водоспад в Українських Карпатах. Розташований у межах південно-східної частини міста Яремче (на території колишнього села Ямна) Надвірнянського району Івано-Франківської області, за 3,5 км на північ від залізничної станції Микуличин. 
Водоспад утворився в місці, де невеликий безіменний потік (притока Пруту) перетинає скельний масив флішового типу. Внаслідок червневої повені 2020 року водоспад має три каскади. Висота найвищого каскаду — 4 м.